# Phare de Punta Norte
Le phare du Punta Norte (en espagnol : Faro Punta Norte) est un phare actif situé sur la pointe nord de la Péninsule Valdés (Département de Biedma), dans la Province de Chubut en Argentine.
Il est géré par le Servicio de Hidrografía Naval (SHN) de la marine .

## Histoire
Le phare a été mis en service le 6 juin 1917. Un escalier intérieur permet d’accéder aux appareils d’éclairage. À titre expérimental, le 20 novembre 1982, un nouveau système électrique de batteries fonctionnant à l'énergie éolienne a été installé. Il a fonctionné jusqu'à la fin de 1990, date à laquelle il a été remplacé par un autre système de panneaux solaires photovoltaïques. 

## Description
Ce phare  est une tour métallique cylindrique, avec une plateforme et une lanterne de 16,5 m de haut surmontant une guérite. La tour est peinte en blanc, avec deux bandes blanches. Il émet, à une hauteur focale de 62,5 m, un éclats blanc de 0.2 seconde par période de 10 secondes. Sa portée est de 14.3 milles nautiques (environ 26 km). 
Identifiant : ARLHS : ARG-056 - Amirauté : G1050 - NGA : 110-19652 .

## Caractéristique dufeu maritime
Fréquence : 10 secondes (W)
- Lumière : 0.2 seconde
- Obscurité : 9.8 secondes

|                                 |
| Localisation : Péninsule Valdés |

### Lien connexe
- Liste des phares d'Argentine